# واتانابه جون
واتانابه جون (انگلیسی: Jun Watanabe؛ زادهٔ ۳ نوامبر ۱۹۸۲) هنرپیشه، و بازیگر سینما اهل ژاپن است.